# Rycerz Piotruś herbu Trzy Jabłka
Rycerz Piotruś herbu Trzy Jabłka (fr. Les Mille et Une Prouesses de Pépin Troispommes, 1998–1999) – francuski serial animowany dawniej emitowany w Polsce na kanale TVP1 od września 2000 roku do stycznia 2001 roku oraz ponownie od 2 września 2002 do 20 stycznia 2003 r. w Wieczorynce.

## Opis fabuły
Serial opowiada o małym rycerzu Piotrusiu, który gdy dorośnie będzie prawdziwym rycerzem. Aby tak się stało już od młodzieńczych lat musi ćwiczyć pod okiem najlepszych. 

## Bohaterowie
- Piotruś

- Amandine

- Książę Sans Rire

## Wersja polska
Reżyseria: Dobrosława Bałazy

Dialogi: Dariusz Paprocki

Dźwięk i montaż: Jacek Kacperek

Udział wzięli:
- Piotr Zelt
- Cezary Kwieciński
- Jacek Kopczyński
- Mariusz Leszczyński
- Ryszard Nawrocki
- Anna Apostolakis

## Spis odcinków
| N/o            | Polski tytuł                 | Francuski tytuł                           |
| -------------- | ---------------------------- | ----------------------------------------- |
|                |                              |                                           |
| SERIA PIERWSZA |                              |                                           |
|                |                              |                                           |
| 01             | Ptaszek w klatce             | La cage, l'oiseau et la princesse         |
|                |                              |                                           |
| 02             | Bal na zamku                 | La fête au château                        |
|                |                              |                                           |
| 03             | Otchłań bez dna              | Le gouffre sans retour                    |
|                |                              |                                           |
| 04             | Straszna Fomora              | Fomora l'épouvantable                     |
|                |                              |                                           |
| 05             | Smocze kłopoty               | Les démons du dragon                      |
|                |                              |                                           |
| 06             | Strach ma wielkie oczy       | La grande peur                            |
|                |                              |                                           |
| 07             | Leśne czary                  | Le cercle des sorciers                    |
|                |                              |                                           |
| 08             | Zapomniany zamek             | Le château oublié                         |
|                |                              |                                           |
| 09             | Urodziny króla               | Joyeux anniversaire!                      |
|                |                              |                                           |
| 10             | Czarny rycerz                | Le chevalier noir                         |
|                |                              |                                           |
| 11             | Pozory mylą                  | Emer, la fille aux cheveux rouges         |
|                |                              |                                           |
| 12             | Dziewczynka i olbrzym        | L'enfantelet perdu                        |
|                |                              |                                           |
| 13             | Złodziej odwagi              | Le voleur de courage                      |
|                |                              |                                           |
| 14             | Woda i słońce dla wszystkich | Le partage des eaux                       |
|                |                              |                                           |
| 15             | Meb, król o psiej głowie     | Meb, monarque à tête de chien             |
|                |                              |                                           |
| 16             | Jednodniowy rycerz           | Chevalier d'un jour                       |
|                |                              |                                           |
| 17             | Królewskie wakacje           | Le voyage extraordinaire                  |
|                |                              |                                           |
| 18             | Historia pewnego przyjęcia   | Le festin fabuleux                        |
|                |                              |                                           |
| 19             | Na szachownicy               | L'anneau magique                          |
|                |                              |                                           |
| 20             | Srebrnorogi jeleń            | Le cerf aux bois d'argent                 |
|                |                              |                                           |
| 21             | Przybysz z kosmosu           | Étrange étranger                          |
|                |                              |                                           |
| 22             | Królestwo bez króla          | Le royaume sans roi                       |
|                |                              |                                           |
| 23             | Mikstura wiecznego snu       | Mordicus et Galimatias la baillent belle! |
|                |                              |                                           |
| 24             | Trzy duchy i upiór           | Trois fantômes et un revenant             |
|                |                              |                                           |
| 25             | Kotek i smok                 | Chaton et dragon                          |
|                |                              |                                           |
| 26             | Polowanie na żabę            | La pêche à la grenouille                  |
|                |                              |                                           |
| SERIA DRUGA    |                              |                                           |
|                |                              |                                           |
| 27             | Zaczarowane jabłka           | Le verger merveilleux                     |
|                |                              |                                           |
| 28             | Podwójna zdrada              | La trahison d'Amandine                    |
|                |                              |                                           |
| 29             | Śpiewająca wróżka            | La fée Viviane                            |
|                |                              |                                           |
| 30             | Zaczarowane źródełko         | L'eau claire de la fontaine               |
|                |                              |                                           |
| 31             | Szalone pragnienia           | La clairière aux sortilèges               |
|                |                              |                                           |
| 32             | W podwodnym pałacu           | Le palais sous les flots                  |
|                |                              |                                           |
| 33             | Latająca maszyna             | Roland, l'homme volant                    |
|                |                              |                                           |
| 34             | Magiczny proszek Merlusia    | La poudre de Merlin Pepin                 |
|                |                              |                                           |
| 35             | Malutki problem              | Haut comme trois puces                    |
|                |                              |                                           |
| 36             | Świat do góry nogami         | Trente-six chandelles                     |
|                |                              |                                           |
| 37             | Czarodziejska harfa          | La harpe de cristal                       |
|                |                              |                                           |
| 38             | Jaki ojciec, taki syn        | Tel fils, tel père                        |
|                |                              |                                           |
| 39             | Wielki sabat                 | C'est pas sorcier!                        |
|                |                              |                                           |
| 40             | Amanda i driady              | Amandine et le petit peuple               |
|                |                              |                                           |
| 41             | Tunel                        | Le passage                                |
|                |                              |                                           |
| 42             | Strażnik drzew               | Le gardien des arbres                     |
|                |                              |                                           |
| 43             | Olbrzym Mordicus             | Mordicus prend de la hauteur              |
|                |                              |                                           |
| 44             | Smutna panienka              | La jeune fille triste                     |
|                |                              |                                           |
| 45             | Co ma wrócić nie utonie      | Retour à l'envoyeur                       |
|                |                              |                                           |
| 46             | Kłótnia                      | La dispute                                |
|                |                              |                                           |
| 47             | Przeklęta wyspa              | L'île maudite                             |
|                |                              |                                           |
| 48             | Przykre spotkanie            | Funeste rencontre                         |
|                |                              |                                           |
| 49             | Dziwna przygoda              | Drôle de temps!                           |
|                |                              |                                           |
| 50             | Niech żyje magia             | Folle magie                               |
|                |                              |                                           |
| 51             | Cudowne źródełko             | La source aux miracles                    |
|                |                              |                                           |
| 52             | Pałac cudów                  | Le château des merveilles                 |
|                |                              |                                           |